# Castelginest
Castelginest este o comună în departamentul Haute-Garonne din sudul Franței. În 2009 avea o populație de 8.611 de locuitori.

## Evoluția populației
| An        | 1975  | 1982  | 1990  | 1999  | 2006  | 2009  |
| --------- | ----- | ----- | ----- | ----- | ----- | ----- |
| Populație | 3.846 | 5.349 | 6.757 | 7.735 | 8.399 | 8.611 |

## Monumente

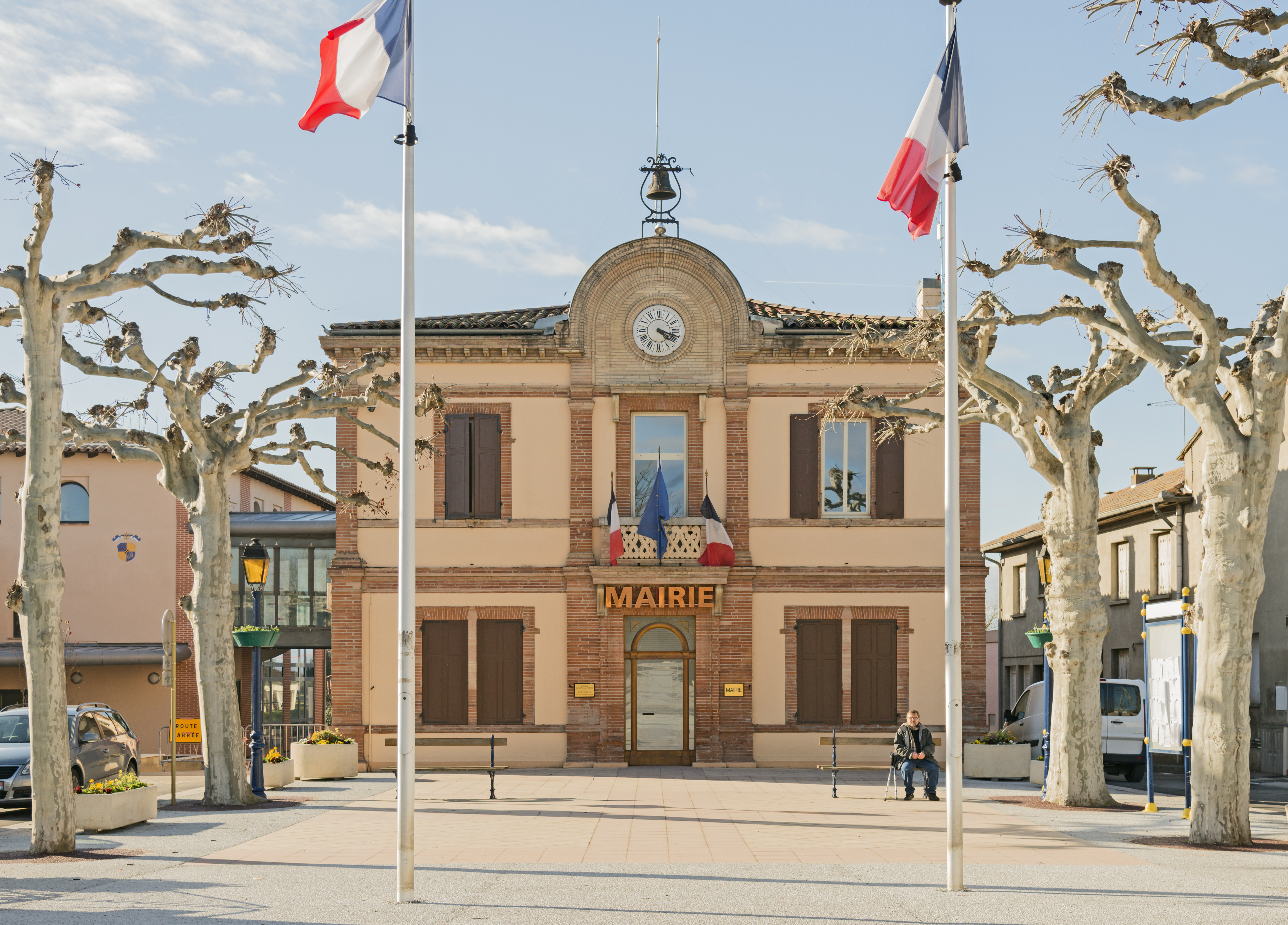
Primărie.
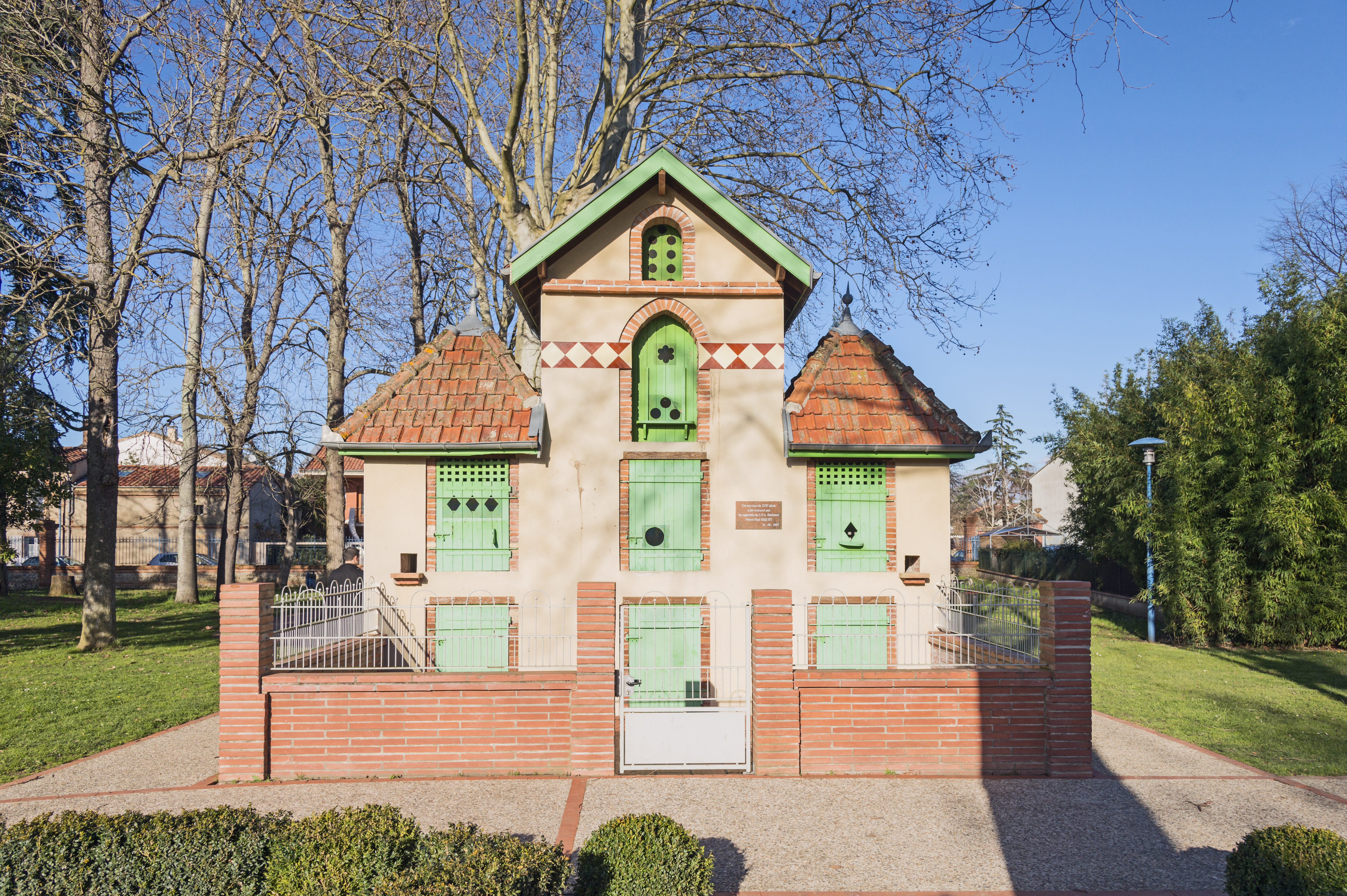
Porumbar.
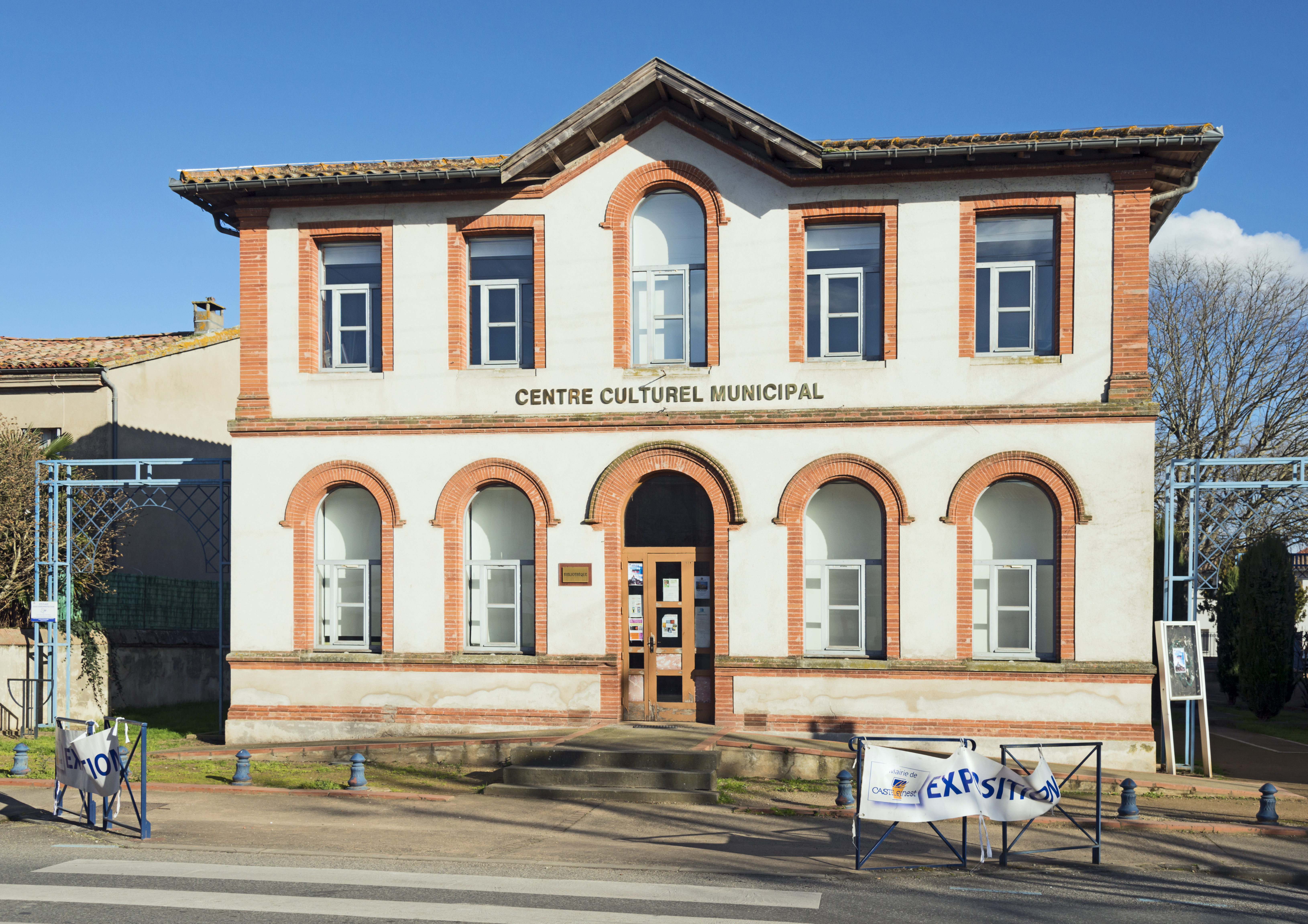
Centrul Cultural Municipal.
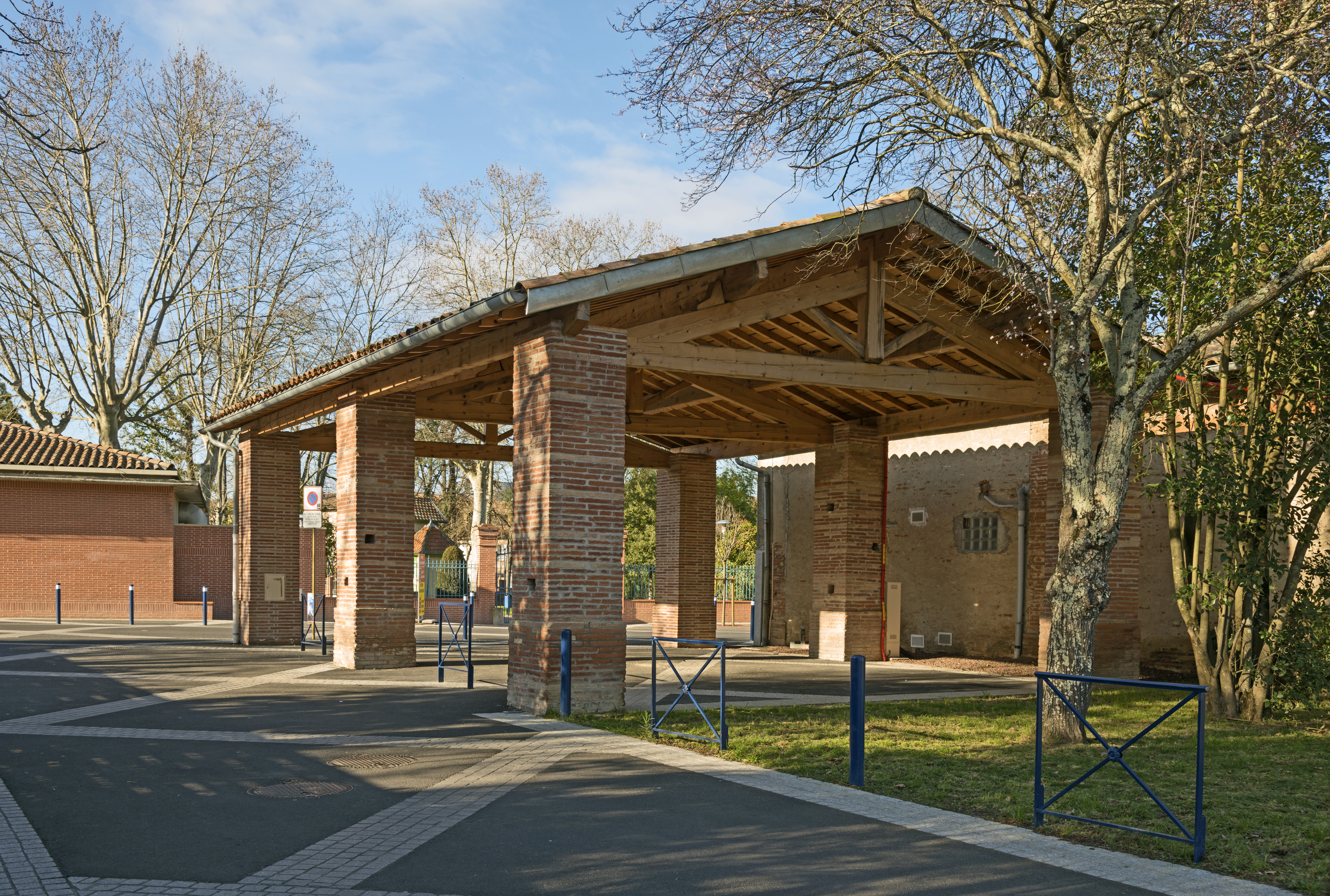
Sala de piață.
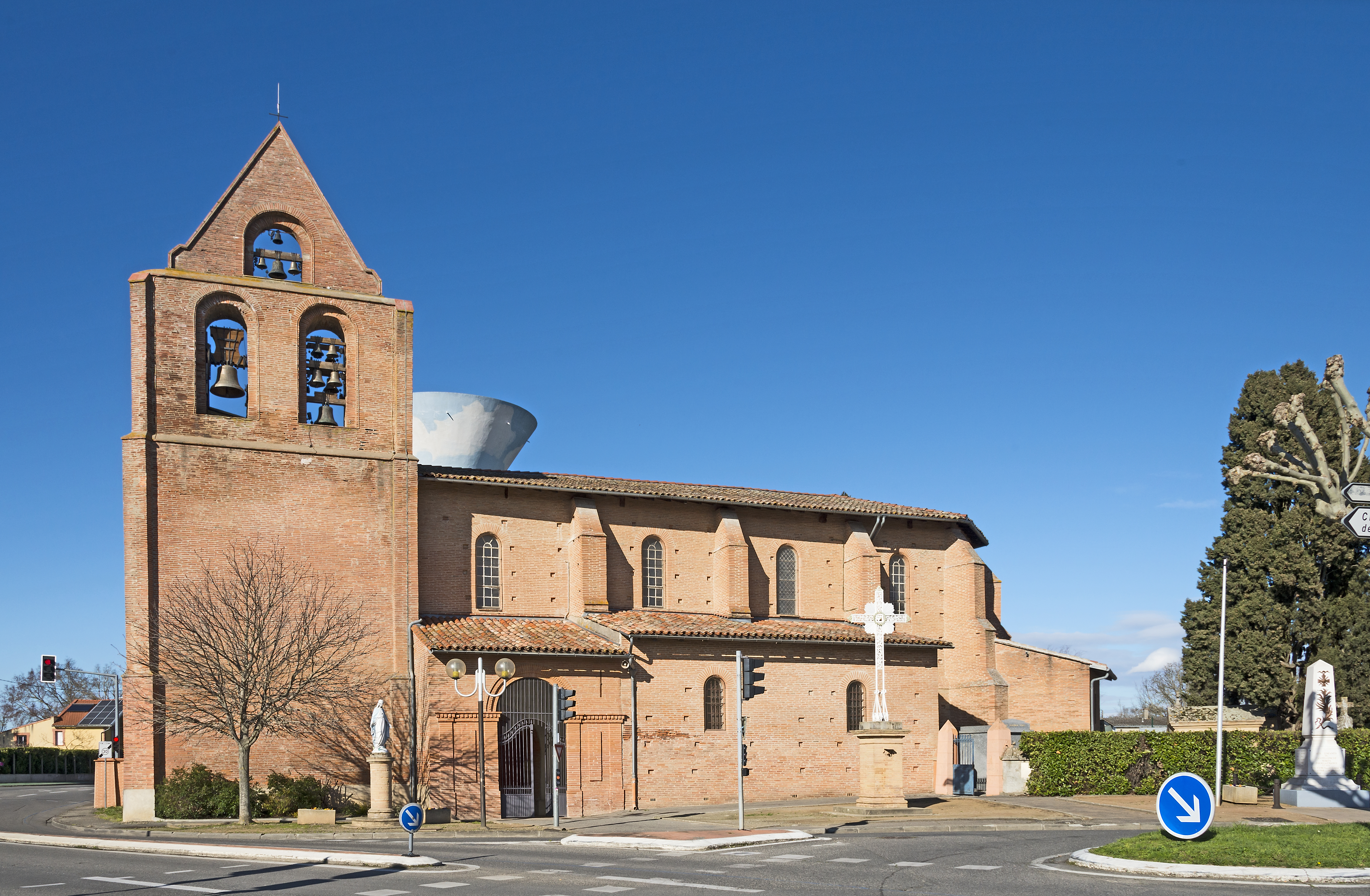
Biserică Saint-Étienne
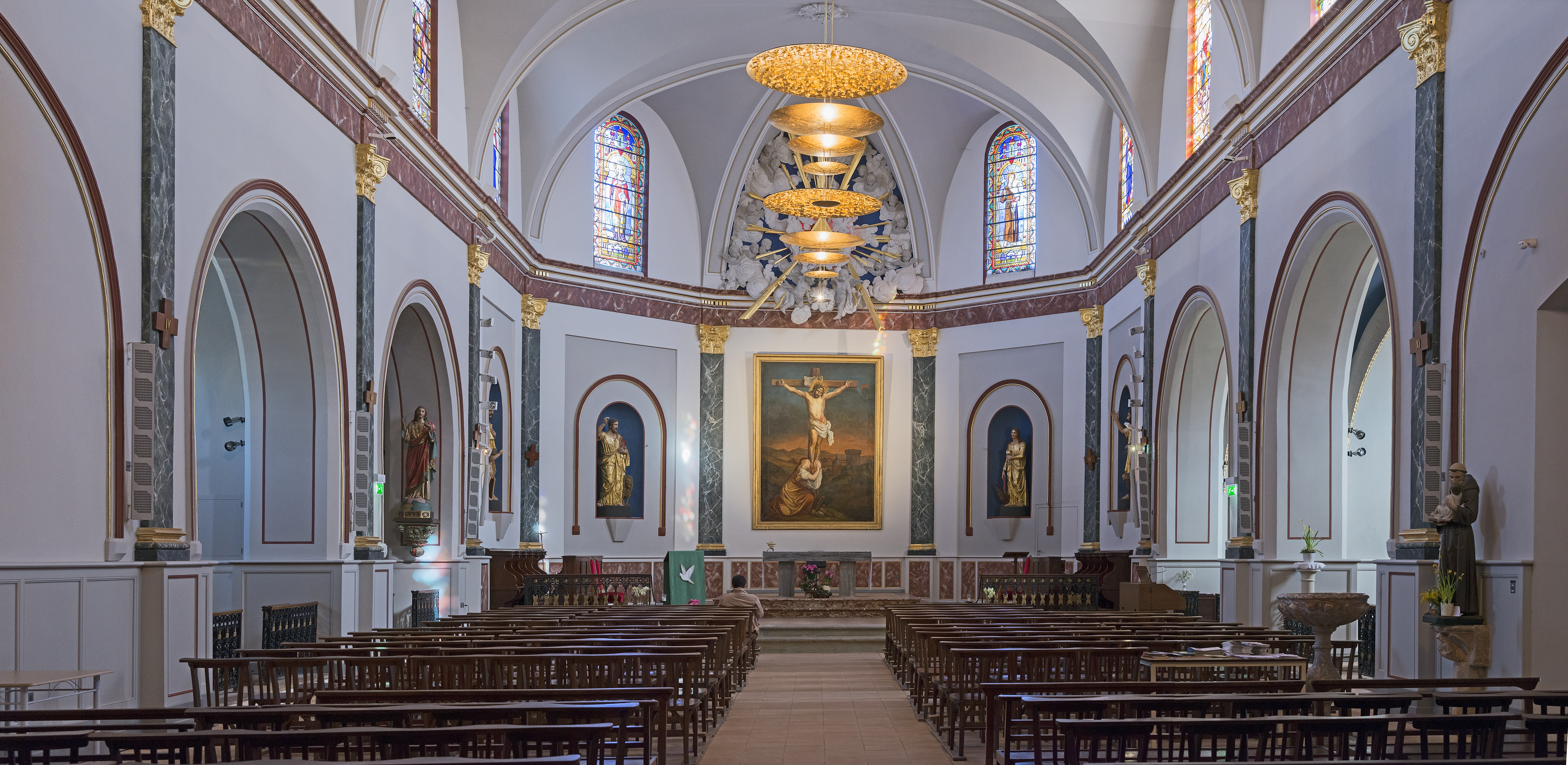